# Кронберга, Эльвира Ансовна
Эльвира Ансовна Кронберга (встречается вариант написания имени Элвира Кронберга латыш. Elvīra Kronberga; 18 января 1910 — 5 января 1978) — советская и латвийская театральная актриса.  Заслуженная артистка Латвийской ССР (1950).

## Биография
Элвира Кронберга родилась 18 января 1910 года в Вентспилсе, в семье столяра Ансиса Кронбергиса.
Окончила Ленинградскую латышскую рабочую школу (1928). После учёбы в актёрской студии (1932) — актриса Ленинградского латышского театра (1932—1934). Работала в Чебоксарском русском драматическом театре (1934—1945), Государственном художественном театре Латвийской ССР (1945). С 1946 года актриса Государственного театра юного зрителя Латвийской ССР.
Была замужем за актёром и режиссёром Борисом Праудином.
Ушла из жизни 5 января 1978 года. Похоронена на кладбище Райниса в Риге.

## Признание и награды
- 1943 — Заслуженная артистка Чувашской АССР
- 1950 — Заслуженная артистка Латвийской ССР[1]

## Творчество

### Роли в театре

#### Государственный художественный театр Латвийской ССР
- 1945 — «Инженер Сергеев» Всеволода Рока — Нина

#### Государственный театр юного зрителя Латвийской ССР
- 1946 — «Старые друзья» Леонида Малюгина — Тоня
- 1947 — «Доходное место» А. Н. Островского — Юленька
- 1948 — «Накануне» по роману И. С. Тургенева — Елена
- 1948 — «Коварство и любовь» Фридриха Шиллера — Леди Мильфорд
- 1954 — «На опасном рубеже» В. Любимова — Мать Виктора
- 1954 — «Злой дух» Рудольфа Блауманиса — Анна
- 1955 — «Ромео и Джульетта» Шекспира — Няня
- 1957 — «В поисках радости» Виктора Розова — Клавдия Васильевна
- 1957 — «Эмиль и берлинские мальчишки» Эриха Кестнера — Госпожа Тишбейн
- 1957 — «В доме господина Драгомиреску» Хория Ловинеску — Адель
- 1957 — «Деревья умирают стоя» Алехандро Касоны — Бабушка
- 1958 — «Сомбреро» Сергея Михалкова — Ольга Михайловна
- 1959 — «Копьё чёрного принца» Л. Прозоровского и П. Хомского — Эльза Карловна
- 1959 — «На улице Уитмена» Мэксин Вуд[англ.] — Кора
- 1960 — «Дневник Анны Франк» Ф. Гудрича и А. Хакета — Госпожа Франк
- 1960 — «Приключения Тома Сойера» Марка Твена — Тётя Полли
- 1961 — «Мишка, Серёга и я — Гарик» В.Маланкина и Г.Цеплиовича — Елизавета Антоновна
- 1961 — «Третье желание» В.Блажека — Мать
- 1962 — «Глеб Космачёв» Михаила Шатрова — Елена Михайловна Светлова
- 1962 — «Я сам» Дмитрия Щеглова — Анна Ивановна Стрелкова, мать Алёши
- 1963 — «Перед ужином» Виктора Розова — Анна Ивановна
- 1963 — «Всё это не так просто» Г. Шмелёва — Елизавета Афанасьевна, мать Зои Лезгиной (Зайки)
- 1964 — «Толя, Володя» Геннадия Мамлина — Тихоновна
- 1964 — «Тень» Евгения Шварца — Первая дама
- 1965 — «На всякого мудреца довольно простоты» А. Н. Островского — Турусина
- 1965 — «Гусиное перо» Семёна Лунгина — Хранительница музея
- 1972 — «Валентин и Валентина» Михаила Рощина — Бабушка